# Det egentlige Litauen
.
Det egentlige Litauen (latin: Lithuania propria, litauisk: Lietuva siaurąja prasme eller tikroji Lietuva (dansk:  ordret Litauen i snæver forstand)) er et område i Storfyrstendømmet Litauen. Området var identisk med fyrstendømmet Litauen, et område, der udviklede sig til Storfyrstendømmet Litauen. Området kan spores tilbage til de romersk-katolske sogne, etableret i Storfyrstendømmet Litauen i de hedenske baltiske lande efter kristningen af Litauen i 1387. Det er let at skelne området fra de rutenske områder i fyrstendømmet, der var blevet kristnet af den ortodokse kirke før selve Litauen i 1387 blev kristnet af den katolske kirke.. Det latinske navn var udbredt i middelalderen og kan findes på mange historiske kort før 1. verdenskrig.
Det egentlige Litauen kaldes undertiden Store Litauen (litauisk: Didžioji Lietuva) i modsætning til Lille Litauen (litauisk: Mažoji Lietuva).